# Hans Carlsohn
Hans Carlsohn (* 2. Dezember 1928 in Leipzig; † 18. Juli 2006 in Berlin) war ein deutscher Geheimdienstler  des Ministeriums für Staatssicherheit (MfS) und persönlicher Referent Erich Mielkes.

## Leben
Hans Carlsohn wurde 1928 in Leipzig geboren. Sein Vater war Arbeiter, seine Mutter Hausfrau. Nach dem Besuch der Volksschule begann Carlsohn eine Lehre zum Kupferschmied, die er jedoch nicht abschloss. Anschließend wurde er zum Reichsarbeitsdienst (RAD) eingezogen. Nach dem Krieg arbeitete er zunächst bei einem Sattler und ab 1946 als Heizungs-Hilfsmonteur. 1946 trat Carlsohn der SED bei. 1948 wurde er bei der Volkspolizei im Revier Leipzig eingestellt. Es folgten Bereitschaften in Großenhain, Küstrin und Potsdam, ehe er als Mitarbeiter für Politische Kultur arbeitete. 1951 wechselte Carlsohn zum MfS. In der Hauptabteilung (HA) Personenschutz arbeitete er als persönlicher Begleiter Erich Mielkes. 1953 wurde er zu seinem persönlichen Referenten ernannt.
Seine Frau Sonja, geborene Klemm, hatte als Tochter deutscher Emigranten Kindheit und Jugend in der Sowjetunion verbracht und war als Oberleutnant in der Hauptabteilung V (HA V) ebenfalls für das MfS tätig.
Ab 1971 war er Leiter des Sekretariats des Ministers für Staatssicherheit. „Mielkes rechte Hand“ war für die persönliche Betreuung des Ministers, die Verteilung der Post, die Auswahl und Sammlung von Dokumenten, die Weiterleitung von Grundsatzbestimmungen und dienstlichen Ordnungen an das Büro der Leitung (BdL), für die Organisation der Verteiler für Umläufe sowie für die Entgegennahme von Lageberichten (Chefberichten) verantwortlich. 1983 erhielt er den Vaterländischen Verdienstorden in Gold. 1985 wurde er zum Generalmajor der Staatssicherheit befördert. Auch nach dem Rücktritt Erich Mielkes am 7. November 1989 blieb Carlsohn für dessen Betreuung zuständig und stand diesem bis zu seinem Tode bei. Im Zuge der Wende und friedlichen Revolution in der DDR wurde Carlsohn im Dezember 1989 zunächst von seiner Funktion entbunden und schließlich im Januar 1990 entlassen. 1996 sagte er als Entlastungszeuge im Prozess gegen Wolfgang Vogel aus. Bis zu seinem Tod lebte Carlsohn als Rentner in Berlin.